# Вулиця Ратича
Вулиця Ратича — вулиця в Личаківському районі Львова, у місцевості Знесіння. Пролягає вздовж залізниці; розділена промисловою забудовою та залізницею на дві частини: початковий відтинок вулиці починається від вулиці Новознесенської та розгалужується на кілька тупикових відтинків. Кінцева частина вулиці відходить на схід від вулиці Ковельської і також завершується глухим кутом.

## Історія та забудова
Сучасна вулиця Ратича з 1934 року була частиною вулиці Щепановського, яка у 1946 році була перейменована на Механічну. У 1993 році частину вулиці Механічної, що пролягала біля залізниці та була через будівництво промзони розірвана на два відтинки, виділили в окрему вулицю, названу на честь українського археолога Олексія Ратича.
Початкова частина вулиці пролягає у промисловій зоні, кінцева частина, яка простягається від вулиці Ковельської, забудована одноповерховими конструктивістськими будинками 1930-х років та сучасними садибами.